# Brójce (Łódź)
Brójce is een dorp in het Poolse woiwodschap Łódź, in het district Łódzki wschodni. De plaats maakt deel uit van de gemeente Brójce en telt 385 inwoners.